# 山梨県道30号大月上野原線
山梨県道30号大月上野原線（やまなしけんどう30ごう おおつきうえのはらせん）は、山梨県大月市から上野原市に至る主要地方道（山梨県道）である。

## 概要
甲州街道で国道20号の旧道で、山岳区間が連続している。
上野原市内において中央自動車道の渋滞対策によって生じた廃道敷を転用した区間などを含む支線を有する（上野原市野田尻 - 上野原市大椚間）。

### 路線データ
本線
- 起点：山梨県大月市富浜町下鳥沢（国道20号交点）
- 終点：山梨県上野原市新田倉（国道20号交点）
- 延長：約15.5 km

支線
- 起点：山梨県上野原市野田尻（市道交差点）[1]
- 終点：山梨県上野原市大椚

## 歴史
- 1982年（昭和57年）4月1日 - 建設省（現・国土交通省）が主要地方道に指定。
- 1983年（昭和58年）3月10日 - 山梨県が主要地方道30号大月上野原線を認定。
- 1993年（平成5年）5月11日 - 建設省から、主要県道大月上野原線が大月上野原線として主要地方道に指定される[2]。

## 地理

### 通過する自治体
- 大月市
- 上野原市

### 交差する道路
- 国道20号（大月市）
- 山梨県道507号野田尻四方津停車場線（上野原市野田尻）
- 国道20号（上野原市）

### 沿線にある施設など
- 上野原市立平和中学校（廃止）
- 上野原市立甲東小学校（廃止）
- 上野原市立大鶴小学校（廃止）